# Instituto de Literatura y Folclore de Lituania
Instituto de Literatura y Folclore de Lituania (en lituano: Lietuvių literatūros ir tautosakos institutas) es un instituto científico cuyo objetivo es el estudio fundamental y aplicado de la literatura y el folclore de Lituania. Su sede es el palacio Vileišis, en la calle Antakalnio nº 6, en la seniūnija vilnesa de Antakalnis.

## Historia

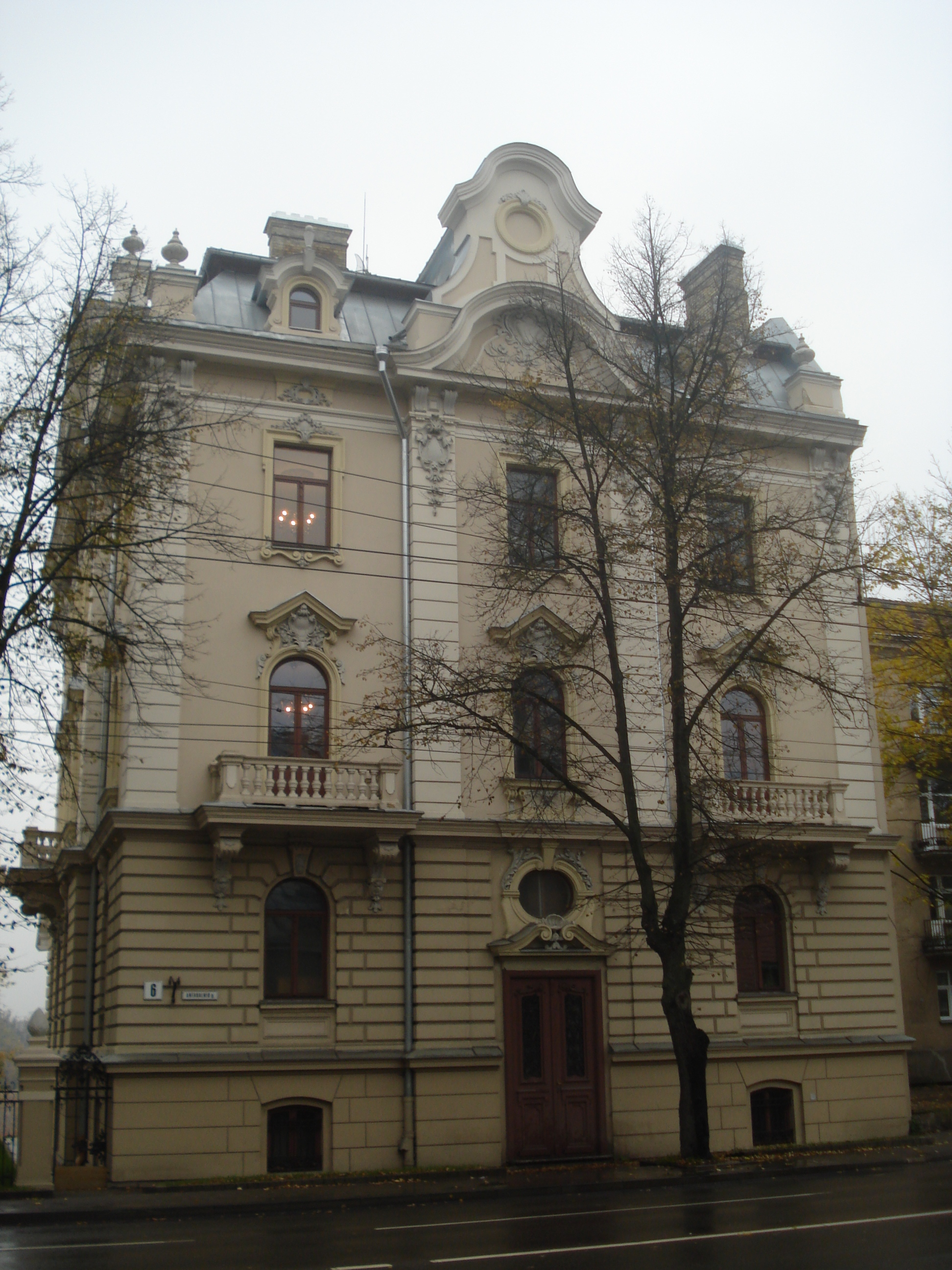
Fachada posterior.

En 1939 se creó el Instituto Lituanístico de Kaunas, con tres departamentos: idioma lituano, historia lituana y folclore lituano. Tras la cesión de Vilna a Lituania en 1940, la sede fue trasladada al Palacio Vileišis de la actual capital. En 1941, con la creación de la Academia de Ciencias de la RSS de Lituania, los tres departamentos del Instituto pasaron a ser los Institutos de Literatura Lituana (dirigido por Vincas Mykolaitis-Putinas) y de Lengua Lituana. Al acabar la Segunda Guerra Mundial, en 1945, Mykolaitis-Putinas reanudó su tarea como director, siendo sustituido por el escritor y crítico literario Kostas Korsakas desde 1946. En 1952 se reunificaron los Institutos (Instituto de Lengua y Literatura Lituanos) y al año siguiente se añadió una sección de estudio del folclore. Kosarkas sería reemplazado por Jonas Lankutis entre 1984 y 1993. 
En 1990, la institución sería dividida en dos. Por un lado se creaba el Instituto de Literatura y Folclore de Lituania, y, por el otro, el Instituto de Lengua Lituana. De 1993 a 2001, la dirección estuvo ocupada por Leonardas Sauka, que reemplazado por Algis Kalėda hasta 2008, cuando fue nombrado director Mindaugas Kvietkauskas.

### Palacio Vileišis
La sede del Instituto ocupa los dos edificios que el arquitecto August Klein construyó entre 1904 y 1906 para el ingeniero Petras Vileišis. El palacio se convirtió en el foco de la cultura lituana: fue sede de la Sociedad Científica de Lituania (Lietuvių mokslo draugija) y su biblioteca, librería en lituano, e imprenta del primer periódico lituano. Desde 1941, el edificio pasó a depender de la Academia de Ciencias de la RSS de Lituania. En 1947 se instaló aquí el Museo de Literatura Lituana. La sección de historia, ahora Instituto de Historia de la Academia, fue trasladada a la calle Kosciuškos nº 30, y el Instituto de Lengua Lituana a la calle P. Vileišio nº 5, a orillas del río Vilnia.

## Directores del Instituto de Literatura y Folclore de Lituania

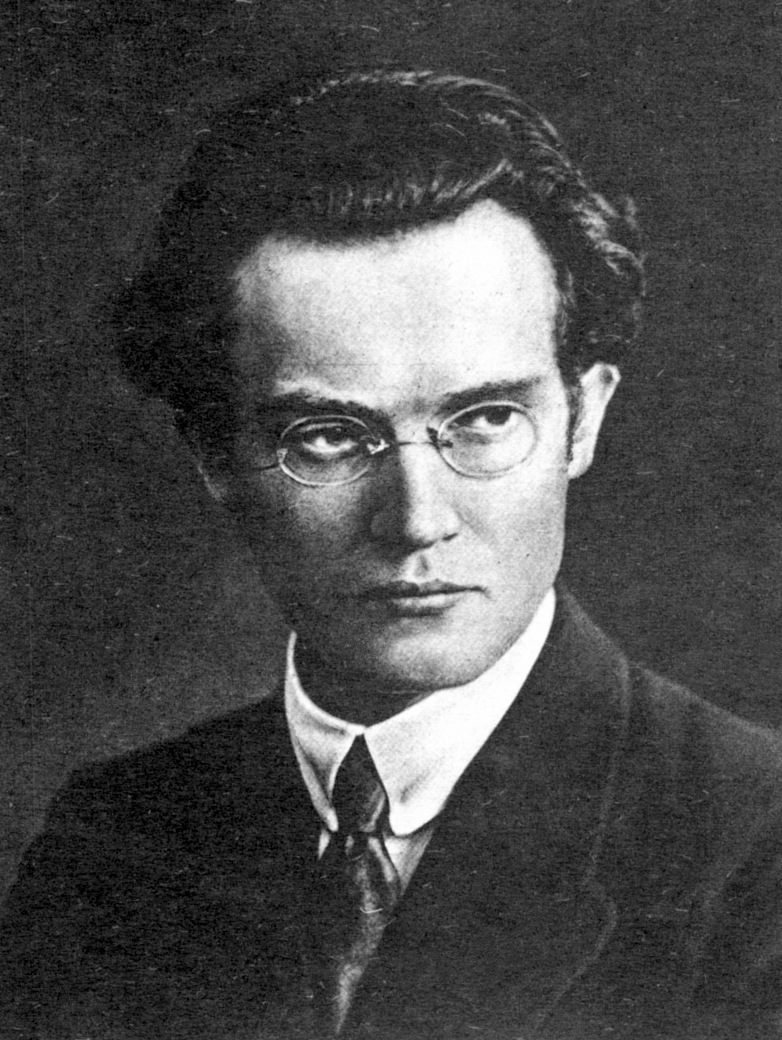
Vincas Mykolaitis-Putinas, primer director.

- Vincas Mykolaitis-Putinas, 1941–1946
- Kostas Korsakas, 1946–1984
- Jonas Lankutis, 1984–1993
- Leonardas Sauka, 1993–2001
- Algis Kalėda, 2001–2007
- Mindaugas Kvietkauskas, desde 2008

## Estructura
El Instituto lo comprenden los departamentos de literatura antigua, moderna y contemporánea, de textología, de canciones populares, de folclore narrativo, de archivo del folclore, una biblioteca científica y una editorial. En 2009, trabajaban 122 empleados (68 colaboradores científicos: 4 doctores habilitados (2 profesores), 40 doctores (8 docentes), 24 colaboradores científicos menores, 10 doctorandos y otros 44 empleados.

## Publicaciones
El Instituto publica de manera continua monografías y estudios sobre autores, las obras completas de los clásicos de la literatura lituana, notas de folclore, enciclopedias, crestomatías, colecciones científicas y por género literario, historiografías y libros de teoría de la literatura y del folclore.

### Revistas y ediciones continuas
- Tautosakos darbai
- Senoji Lietuvos literatūra (desde 1992)
- Lietuvių liaudies dainynas (de 1980 a 2006, 19 tomos)
- Colloquia (desde 1999)

### Series de libros
- Senosios literatūros studijos (desde 1994)
- Naujosios literatūros studijos (desde 1996)
- Ars critica
- Lietuvių tekstologijos studijos

## Premio de Literatura
El Instituto organiza la entrega del Premio de Literatura del Instituto de Literatura y Folclore de Lituania cada 11 de marzo (en conmemoración de las Actas de Restablecimiento de la Independencia del Estado lituano). El premio consiste en un diploma, un trofeo conmemorativo y una prima en metálico.